# فلورنسا كاسومبا
فلورنسا كاسومبا (بالألمانية: Florence Kasumba)‏ هي ممثلة ألمانية، ولدت في 26 أكتوبر 1976 بكامبالا في أوغندا.

## أعمال

### أفلام
- (2016) الحرب الأهلية[7][8][9]
- (2017) المرأة الخارقة[10][11][12][13]
- (2018) الحرب اللانهائية[14][14]
- (2018) النمر الأسود[15][16]
- (2019) الأسد الملك

## وصلات خارجية
- فلورنسا كاسومبا على موقع IMDb (الإنجليزية)
- فلورنسا كاسومبا على موقع مونزينجر (الألمانية)
- فلورنسا كاسومبا على موقع ألو سيني (الفرنسية)
- فلورنسا كاسومبا على موقع أول موفي (الإنجليزية)
- فلورنسا كاسومبا على موقع ديسكوغز (الإنجليزية)
- فلورنسا كاسومبا على موقع قاعدة بيانات الفيلم (الإنجليزية)
- فلورنسا كاسومبا على موقع كينوبويسك (الروسية)